# Mesosemia magete
Mesosemia magete är en fjärilsart som beskrevs av William Chapman Hewitson 1910. Mesosemia magete ingår i släktet Mesosemia och familjen Riodinidae. Inga underarter finns listade i Catalogue of Life.

## Bildgalleri

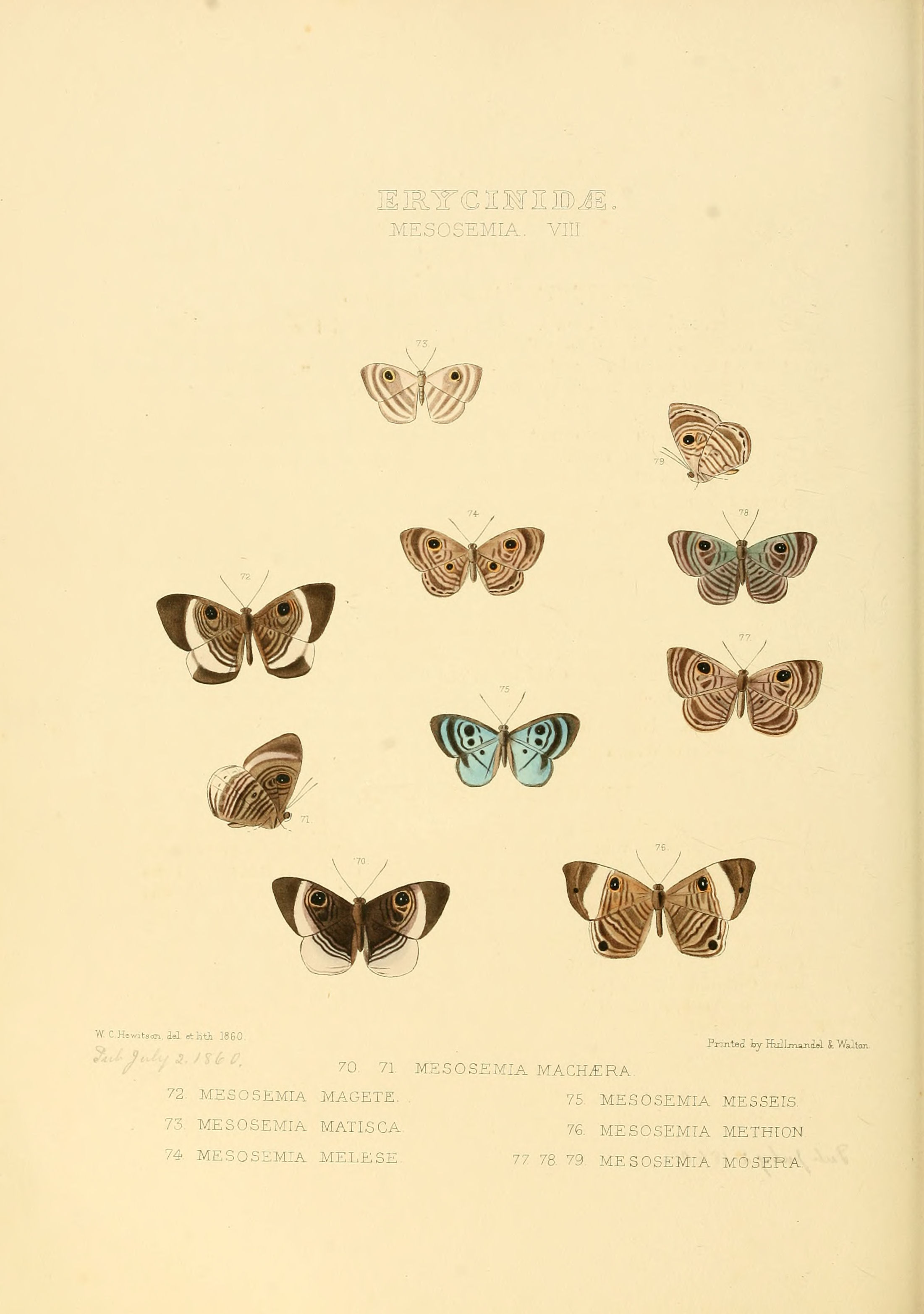